# Crowned in Terror
Crowned in Terror è un album discografico del gruppo musicale svedese The Crown, pubblicato nel 2002 dalla Metal Blade Records.

## Tracce
Musiche di Tomas Lindberg, Magnus Olsfelt e Marko Tervonen.
1. House of Hades – 0:55
2. Crowned in Terror – 4:48
3. Under the Whip – 3:58
4. Drugged Unholy – 4:14
5. World Below – 5:47
6. The Speed of Darkness – 5:01
7. Out for Blood – 2:45
8. (I Am) Hell – 4:15
9. Death Is the Hunter – 4:18
10. Satanist – 3:47
11. Death Metal Holocaust – 3:16

Durata totale: 43:04

## Formazione

### Gruppo
- Tomas Lindberg - voce
- Marcus Sunesson - chitarra
- Marko Tervonen - chitarra
- Magnus Olsfelt - basso
- Janne Saarenpää - batteria

### Altri musicisti
- Johan Lindstrand - voce addizionale in Death Metal Holocaust